# Стэйли, Дон
Дон Мишель Стэйли (англ. Dawn Michelle Staley; родилась 4 мая 1970 года в Филадельфии, штат Пенсильвания) — американская профессиональная баскетболистка и тренер, выступавшая в женской национальной баскетбольной ассоциации. Три года подряд играла в финале четырёх Национальной ассоциации студенческого спорта (NCAA) в составе «Виргиния Кавальерс» (1990—1992), в одном из которых была признана самым выдающимся игроком этого баскетбольного турнира (1991), но так и не стала её чемпионкой. В настоящее время является главным тренером команды «Южная Каролина Геймкокс», которую привела к титулу в 2017 году, а затем и в 2022 и 2024 годах.

## Ранние годы
Дон Стэйли родилась 4 мая 1970 года в городе Филадельфия (штат Пенсильвания), где училась в профессионально-технической школе имени Маррелл Доббинс, в которой выступала за местную баскетбольную команду, выиграв титул национального игрока года в выпускном классе.

## Студенческая карьера
В 1988 году Дон Стэйли поступила в Виргинский университет, где в течение четырёх лет выступала за баскетбольную команду «Виргиния Кавальерс», в которой провела успешную карьеру под руководством знаменитого тренера, члена женского баскетбольного Зала славы, Дебби Райан, набрав в итоге в 131 матче 2135 очков (16,3 в среднем за игру) и сделав 729 передач (5,6) и 454 перехвата (3,5). При ней «Кавальерс» два раза выигрывали регулярный чемпионат (1991, 1992) и два раза — турнир конференции Атлантического Побережья (1990, 1992), к тому же всегда выходили в плей-офф студенческого чемпионата США (1989—1992).
При Дон Стэйли «Виргиния» трижды играла в финале четырёх турнира NCAA (англ. Final Four) (1990—1992), но лишь в 1991 году добралась до решающей встречи, всегда уступая его будущему триумфатору, и ещё один раз проиграла на стадии 1/8 финала (1989). 30 марта 1990 года «Кавальерс» в полуфинале проиграли команде Дженнифер Эйзи, Кэти Стединг и Сони Хеннинг «Стэнфорд Кардинал» со счётом 66-75, в котором Стэйли наряду со Стединг стали лучшими по результативности игроками встречи, набрав по 18 очков и сделав по 8 подборов. В следующем сезоне, 30 марта, «Виргиния» сначала в полуфинале в борьбе сломила сопротивление команды Керри Бэском «Коннектикут Хаскис» со счётом 61-55, в нём Дон стала четвёртым по результативности игроком своей команды, набрав 11 очков и совершив 8 подборов, а затем в финальной встрече, 31 марта, уступила в тяжелейшей борьбе, лишь в овертайме, команде Дины Хэд и Дэдры Чарльз «Теннесси Леди Волантирс» со счётом 67-70, в этой игре Дон стала лучшим по результативности игроком матча, набрав 28 очков, совершив 11 подборов и сделав 6 передач. Для сравнения лучшей баскетболисткой «Теннесси» стала Дина Хэд, которая также набрала 28 очков, однако подборов и передач сделала чуть меньше (9 и 3 соответственно), поэтому самым выдающимся игроком NCAA (MOP) была признана именно Стэйли, к тому же она до сих пор является единственным MOP турнира женской NCAA, но не ставшим чемпионом в этом году. 4 апреля 1992 года «Виргиния» в полуфинальной игре в бескомпромиссной борьбе уступила команде Вэл Уайтинг и Молли Гуденбур «Стэнфорд Кардинал» со счётом 65-66, в котором Стэйли стала лучшим по результативности игроком своей команды, набрав 19 очков и совершив 9 подборов.
В сезоне 1990/1991 и 1991/1992 годов Дон Стэйли стала лауреатом приза имени Джеймса Нейсмита, выиграла звание баскетболистки года по версии USBWA, кроме того была признана не только баскетболисткой года, но и спортсменкой года конференции Атлантического Побережья. По окончании своей студенческой карьеры Стэйли установила рекорды «Кавальерс» по количеству очков, передач и перехватов, впрочем впоследствии первые два были перекрыты Моникой Райт и Шарни Цолль соответственно (2540 и 785). Свитер с номером 24, под которым Дон выступала за «Виргинию», была изъята из обращения и вывешена под сводами «Джон Пол Джонс-арены», баскетбольной площадки, на которой «Кавальерс» проводят свои домашние встречи.

## Профессиональная карьера
По окончании Виргинского университета Дон на протяжении трёх сезонов выступала в Европе в чемпионатах Испании, Италии и Франции за «Тарб Жесп Бигор», а также в Бразилии. В 1996 году она выставила свою кандидатуру на драфт только что образованной женской АБЛ, на котором Дон вместе с Лизой Лесли была выбрана клубом «Ричмонд Рейдж», в составе которого уже в дебютном сезоне выступала в решающей серии турнира. Сначала «Ричмонд» в полуфинале легко переиграл команду «Колорадо Экспложн» со счётом 2-0, а затем в финале в тяжелейшей борьбе уступил клубу «Коламбус Квест» со счётом 2-3, Стэйли же по итогам первенства была включена в первую сборную всех звёзд лиги. В межсезонье команда сменила место дислокации, переехав в родной город Дон, и стала называться «Филадельфия Рейдж». В сезоне 1997/1998 годов «Филадельфия» заняла последнее место в Восточной конференции и не попала в плей-офф, одержав всего 13 побед в 44 матчах, а Стэйли по его итогам была включена во вторую сборную всех звёзд АБЛ, кроме того она дважды принимала участие в матче всех звёзд. 22 декабря 1998 года руководство лиги почти без предупреждения приостановило деятельность АБЛ, объявив о банкротстве лиги, однако команды в сезоне 1998/1999 годов успели провести от 12 до 15 матчей.
В 1999 году Дон выставила свою кандидатуру на драфт ВНБА, на котором была выбрана под общим девятым номером клубом «Шарлотт Стинг», цвета которого защищала на протяжении шести с лишним сезонов. Уже в своём дебютном сезоне Стэйли стала третьим по результативности игроком своего клуба, набирая в среднем за матч по 11,5 очка, 2,3 подбора, 5,5 передачи и 1,2 перехвата, и помогла «Стинг» добраться до финала Восточной конференции. Сначала «Шарлотт» в первом раунде обыграл команду «Детройт Шок» со счётом 1-0 (60-54), а затем в полуфинале в упорной борьбе уступил клубу «Нью-Йорк Либерти» со счётом 1-2. Помимо этого по итогам сезона Стэйли стала лауреатом приза за спортивное поведение. Самым успешным в её карьере стал сезон 2001 года, в котором «Стинг» сыграли в решающей серии турнира, кстати единственный раз в своей истории. В первом раунде плей-офф «Шарлотт» обыграл клуб «Кливленд Рокерс» со счётом 2-1, затем в финале конференции в бескомпромиссной борьбе переиграл команду «Нью-Йорк Либерти» со счётом 2-1, а в финале легко проиграл клубу «Лос-Анджелес Спаркс» со счётом 0-2, в котором сама Дон стала вторым по результативности игроком своей команды, набрав в восьми матчах плей-офф 94 очка (11,8 в среднем за игру), 18 подборов (2,3), 35 передач (4,4) и 9 перехватов (1,1). Помимо этого в том же сезоне она впервые получила приглашение на матч всех звёзд женской НБА в качестве игрока скамейки запасных, в котором набрала всего 4 очка, 3 передачи и 4 перехвата за 15 минут, проведённых на площадке.
1 августа 2005 года менеджмент «Стинг» обменял Дон Стэйли в команду «Хьюстон Кометс» на Кристен Расмуссен и Адрианну Гудсон, а также право выбора в первом раунде драфта 2006 года (10-й номер), а «Кометс» дополнительно получили от «Стинг» право выбора уже во втором раунде того же драфта (15-й номер). В сезоне 2005 года «Кометы» добрались до финала Западной конференции, где проиграли будущему победителю турнира, команде «Сакраменто Монархс» со счётом 0-2, а перед началом следующего сезона Дон Стэйли объявила о том, что завершит свою профессиональную карьеру по его окончании, в котором «Хьюстон» уступил им же и с тем же счётом, но уже в первом раунде плей-офф. Кроме того в этом сезоне Стэйли приняла участие в своём последнем матче всех звёзд, в котором Дон стала победителем конкурса трёхочковых бросков, переиграв в решающем раунде Кэти Дуглас, а по его итогам она повторно выиграла приз за спортивное поведение.
12 июня 2006 года Дон Стэйли была включена в список из тридцати номинанток, из числа которых женская НБА посредством голосования среди болельщиков, средств массовой информации, тренеров и самих баскетболисток решила выбрать сборную десятилетия ассоциации, а уже 13 июля лига объявила официальные результаты голосования, по итогам которого она попала в список десяти победительниц. 23 июля 2011 года Стэйли была включена в состав 15-ти лучших игроков лиги, в число которых вошли наиболее влиятельные баскетболистки первых пятнадцати лет женской НБА, среди дарований которых учитывались принцип соблюдения спортивного фейр-плей, служение общественности, лидерские качества и вклад в развитие женского баскетбола. 21 июня 2016 года по случаю очередного юбилея женская НБА обнародовала список 20-ти лучших игроков лиги, а Дон стала единственным членом первых двух списков, но не попавшим в третий.